# ۲۶۲ (عدد)
۲۶۲ (عدد) یک عدد طبیعی است که بعد از ۲۶۱ و قبل از ۲۶۳ قرار دارد.